# Firmin Gémier
Firmin Tonnerre, meglio noto come Firmin Gémier (Aubervilliers, 1869 – Parigi, 1933), è stato un regista teatrale francese.
Fu direttore del Théâtre Libre di André Antoine dal 1892 al 1895 e dal 1898 al 1900 e dell'Odéon dal 1922 al 1926. Fondò la Società Universale del Teatro e indisse nel 1927 il primo congresso internazionale del Teatro.
Massone, fu membro delle logge parigine La Clémente Amitié e Ernest Renan.

## Filmografia

### Attore
- L'Homme qui assassina, regia di Henri Andréani (1913)